# مركز قضايا الغذاء العالمي
مركز قضايا الغذاء العالمي هو مشروع لمعهد هادسون، خلية تفكير think tank.
يهدف إلى تشجيع وتعزيز التجارة الزراعية الحرة، تشجيع الابتكار التقني في الزراعة، ورفع التوعية الزراعية للمزارعين .لقد تلقى المركز انتقادات من أتحاد العلماء المعنيين ومنظمات أخرى. دينيز أفيري Dennis Avery هو المدير وابنه ألكس أفيري Alex Avery هو مدير البحث والتعليم . يدير المركز مواقع إضافية منها :
- BSE News[4]
- Milk is Milk[5]